# Батарея казарма
Батарея казарма — історична місцевість Києва, колишня казарма лісової сторожі, що розташовувалася над Броварським шосе на схід від Микільської слобідки.

## Історія

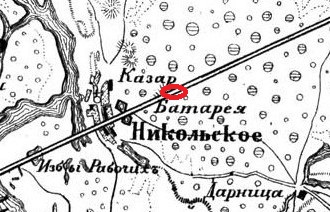
Казарма Батарея на карті 1850-х років

Казарма Батарея виникла найімовірніше, у другій половині 1840-х років, як будинок лісової сторожі, коли в Остерському повіті запроваджено систему відновлення лісових насаджень. Позначений на топографічній мапі околиць Києва 1850-х років під своєю назвою казарма Батарея. Походження назви не з'ясовано.
Казарма Батарея зникла через створення 1868 року Артилерійського полігону наприкінці 1860-х-на початку 1870-х років. Ймовірно, перенесене північніше, на сучасну вул. Воскресенську, адже лісництво та хутір при ньому зафіксовані на топографічних картах 1897, 1918 та 1932 років. Проте це лісництво не мало назви. Воно було спалене у вересні 1943 року при відступі німецьких військ. 
Казарма Батарея розташовувалася приблизно в районі північного виходу сучасної станції метро «Дарниця».